# Tine Hribar
Tine (Valentin) Hribar, slovenski filozof fenomenolog, * 28. januar 1941, Goričica pri Ihanu, Domžale. 
Velja za enega vodilnih predstavnikov slovenske fenomenologije in interpretov filozofije Martina Heideggra. Pomembna je njegova vloga v procesih demokratizacije in slovenskega osamosvajanja. Bil je redni profesor za fenomenologijo in filozofijo religije na Filozofski fakulteti Univerze v Ljubljani. Skupaj z ženo filozofinjo, sociologinjo in publicistko Spomenko Hribar je 2009 prejel Zlati red za zasluge Republike Slovenije.

## Življenje in delo
Po rojstnem  listu Valentin Hribar, v javnosti znan kot Tine, se je rodil 28. januarja 1941 v Goričici pri Ihanu. Osnovno  šolo je  obiskoval v domačem kraju od leta 1948, nato pa je v štiriletno nižjo gimnazijo hodil v Domžale. Po 4 letih na ‎gimnaziji v Kamniku je izobraževanje nadaljeval na Filozofski fakulteti Univerze v Ljubljani. Tam je spoznal Spomenko Hribar, s katero se je 1963 poročil, tudi zaradi tega, da sta dobila skupno sobo v študentskem bloku, v katerem so bile rahlo boljše razmere kot doma, saj so imeli tu pitno vodo. Leta 1964 se jima je rodila hčerka Daša. Morala sta se izseliti iz študentskega bloka, tako da je v tem letu, zadnjem letu rednega fakultetnega študija lahko diplomiral iz filozofije in sociologije samo Tine. Vrnila sta se v Goričico k Tinetovim staršem v podstrešno sobo, kljub temu pa je z delom nadaljeval na Inštitutu za sociologijo.
Hribar je 1965 vpisal v Ljubljani podiplomski, v Zagrebu pa na doktorski študij (ker so mu ljubljanski profesorji rekli, naj si doktorat obeta kvečjemu po petih letih). Hkrati je leta 1967 dobil štipendijo nemške Humboldtove fundacije in študiral pri fenomenologu Karl-Heinzu Volkmann-Schlucku v Kölnu. Po vrnitvi iz Nemčije leta 1968 je doktoriral v Zagrebu pri prof. Vanji Sutliću (edinem jugoslovanskem fenomenologu). Kasneje je odšel na odsluženje enoletnega vojaškega roka v Maribor in postal puškomitraljezec. Leto za tem, 1969 se jima s Spomenko rodi druga hči Valentina. Ker Hribar zaradi partijsko in udbovsko preverjenih profesorjev ni imel nobenih možnosti, da bi kot "buržoazni" filozof prišel na filozofski oddelek, je sprejel ponudbo tedanje  Visoke šole za sociologijo, politične vede in novinarstvo oz. FSPN, da ga izvolijo za docenta, kot človeka z doktoratom, saj je bila večina predavateljev na tej šoli brez njega. A docenturo je imel le štiri leta (1971–75), saj ga je morala fakulteta (takrat že FSPN) na ukaz Centralnega komiteja Zveze komunistov Slovenije skupaj s še tremi profesorji (Veljko Rus, Vladimir Arzenšek, Janez Jerovšek) izločiti iz pedagoške dejavnosti (za rednega profesorja je bil nato sicer habilitiran leta 1986).
Vanj je bil spet vključen šele 1992, že v samostojni Republiki Sloveniji kot redni profesor za fenomenologijo in filozofijo religije, prej t.i. buržoazna predmeta, ki ju je na oddelek prinesel s seboj s FSPN. Tedanji dekan FSPN Niko Toš je ob začetku svojega mandata 1989 imenoval Hribarja za prodekana za znanstveno-raziskovalno delo, ta pa je do izteka mandata (1991) uspel uresničiti tri svoje zamisli: preimenovanje FSPN v FDV (Fakulteto za družbene vede), ustanovitev novega oddelka (in katedre) za kulturologijo (katerega prvi predstojnik je postal) in ustanovitev Znanstvene knjižnice (kot prva je izšla njegova knjiga Teorija znanosti in organizacija raziskovanja, do danes pa je izšlo že več deset publikacij). Zaradi te konkurenčne akcije in tudi sicer se »profesorji filozofije« s filozofskega oddelka FF, bivši partijski ideologi Hribarjevemu prihodu na FF niso več upirali. Hribar se je lotil predavanj, izdal najprej učbenika Fenomenologija I (1993) in II (1995), za tem pa še Filozofijo religije (2000). Oba predmeta je predaval do 2006, ko je imel 40 let delovne dobe. Med službovanjem na FF je bil mdr. od 1996 predstojnik Oddelka za filozofijo. Vodil je tudi Filozofski odsek Slovenske matice, od 2019 pa predseduje Komisiji za človekove pravice SAZU. 
Vmes so ga univerzitetniki hoteli rehabilitirati, kar pa je odklonil z argumentom, da bi, če bi mu šlo za maščevanje, zaradi konformizma lahko le on degradiral in nato rehabilitiral njih, ne pa oni njega. Leta 1995 je postal izredni, 2001 pa redni član Slovenske akademije znanosti in umetnost (SAZU). Leta 2003 ga je uredništvo Dela razglasilo za Delovo osebnost leta, 2008 je tedanji predsednik države Danilo Türk Tineta in Spomenko Hribar odlikoval z najvišjim državnim odlikovanjem, Zlatim redom za zasluge Republike Slovenije, leta 2009 mu je Univerza v Ljubljani (na predlog FF) podelila naslov zaslužnega profesorja, Slovenska matica pa ga je imenovala za zaslužnega člana (2022).

## Dejavnosti
Kot postdiplomec je Hribar leta 1965 sprejel mesto odgovornega urednika študentskega časopisa Tribuna ter v njenem okviru ustanovil teoretsko prilogo Zasnove, med njene sodelavce pa je povabil tudi tedaj mlade teologe Antona Stresa in druge. Nato je 1966 postal odgovorni urednik Problemov, revije za mišljenje in pesništvo; delovala je celo desetletje, dokler niso začeli v njej prevladovati lakanovci, ki so bili poprej pretežno marksisti. 
Ker deset let ni mogel izdati nobene knjige, je Hribar 1980 napisal pobudo za ustanovitev Nove revije. Zaradi napadov levih politikov je prva številka izšla leta 1982. Hribar je postal glavni in odgovorni urednik. Ko je začutil, da oblast že posega v nemoteno in avtonomno delo revije, je tik pred razrešitvijo leta 1983 sam odstopil in tako poskrbel za nadaljnje izhajanje revije; še ob pravem času, saj je iz dokumentacije Omerzove knjige Veliki in dolgi pohod Nove revije (2015) razvidno, da je republiški tožilec v skoraj vsaki izdani številki izpostavil članek, na podlagi katerega bi Hribarja lahko zaprli, revijo pa ukinili.
Na novo Hribarjevo pobudo je 1986 uredništvo začelo oblikovati številko, ki je dobila naslov Prispevki za slovenski nacionalni program in je kot 57. številka Nove revije izšla 1987. Tokrat silovitih napadov ni organiziral le slovenski partijski vrh, ampak tudi jugoslovanski, skupaj z zveznimi pravosodnimi organi. Državni tožilec SFRJ je zahteval sodni proces, na katerem bi sodili Jožetu Pučniku, Ivu Urbančiču, Marjanu Rožancu, Spomenki in Tinetu Hribarju. Zaradi napadov na 57. številko sta Hribar in Pučnik takoj pripravila predlog o oblikovanju »nove«, natančneje, prve prave slovenske ustave. To se je zgodilo že spomladi 1988; Igor Bavčar in Janez Janša sta v Časopisu za kritiko znanosti objavila "Pisateljsko ustavo", tj. Teze za Ustavo Republike Slovenije. Oblast je, tudi zaradi takšne povezave novolevičarske revije in novorevijaške meščanske desnice, nemudoma, 31. maja 1988, aretirala Janeza Janšo.
Že naslednjega dne je uredništvo Nove revije sprejelo izjavo, s tridesetimi podpisi, z zahtevo o izpustitvi Janeza Janše. Za 2. junij je bil po naključju sklican Zbor kulturnih delavcev Slovenije. S 100 zbranimi podpisi se je odprla pot za ustanovitev Odbora za obrambo Janeza Janše, ki se je po nekaj dneh preimenoval v Odbor za varstvo človekovih pravic; člana njegovega kolegija sta postala tudi Tine in Spomenka Hribar. 
Leta 1990 je Predlog Ustave Republike Slovenija vseboval preambulo, ki jo je napisal Hribar in se je začela s stavkom »Zavedajoč se svetosti življenja in človekovega dostojanstva...«. Zaradi predvidene zamude sprejetja Ustave je Hribar terjal ločitev sprejetja Ustave od sprejetja Sklepa o osamosvojitvi Slovenije. V sprejeti Ustavi ni bilo več Hribarjevih sintagem »svetost življenja« in »človekovo dostojanstvo«, je pa dosegel, da je bil v ustavno prisego ključen stavek »da bom deloval po svoji vesti«.
Kasneje je še vedno ostal v uredništvu Nove revije (odgovorni urednik 1989–92), soustanovil revijo Phainomena. Sprejel je imenovanje za glavnega urednika zbirke Znamenja pri založbi Obzorja v Mariboru in postal član upravnega odbora Slovenske matice v Ljubljani. V njej je prevzel urejanje zbirke Filozofska knjižnica.  
Skupaj s Spomenko sta se 1991 v imenu Antigoninih vrednot zavzela za spravni dan na Rogu ter za spominsko slovesnost. Do izkopa in pokopa žrtev ni prišlo do leta 2016. Od ustanovitve 2004 do svojega izstopa v letu 2007 je bil tudi član predsedstva Zbora za republiko. S pobudnikom akad. Veljkom Rusom sta leta 2008 v Državnem svetu RS organizirala posvetovanje Izvori slovenske ustave.
Ob 30. letnici izida 57. številke Nove revije s Prispevki za slovenski nacionalni program (1987) je Tine Hribar v okviru Slovenske akademije znanosti in umetnosti predlagal posvet Prispevki za slovenski nacionalni program II, ki ga je organiziral skupaj s predsednikom SAZU Tadejem Bajdom. Istega leta je bil sopodpisnik (prvi sopodpisnik je predsednik RS Borut Pahor) Ljubljanske pobude – za nov ustavni postopek in za nov osnutek pogodbe o ustavi EU. 
Bil je tudi soorganizator simpozija Slovenska sprava na SAZU 24. junija 2020 ob 30. letnici spravne slovesnosti na Rogu.

## Dela
Objavil je več kot 30 knjig in več kot 500 razprav in člankov. Njegova pot se je začela 1969 s knjigo (soavtorica Spomenka H.) Človek in vera, ki vsebuje kritiko tako marksističnega kot katoliškega odnosa do vere. Nadaljeval je s knjigo z dvema naslovnicama, spredaj  z naslovom Molk besede, zadaj z naslovom Beseda molka, nanaša pa se na francoske poststrukturaliste, na dekonstruktivista Derridaja in druge. Tretja knjiga Resnica o resnici (Maribor 1981; Sarajevo 1982: Istina o istini) je heiddegrovska, toda z osnovno mislijo, da nihče, vključno s Partijo in Cerkvijo, ne razpolaga z Resnico, se pravi, z resnico o resnici. V delu Metoda Marxovega Kapitala (1983) je dokazal, kako bi bila realizacija zares čistega marksizma še hujša od leninizma in stalinizma oz. »realnega socializma«. Nastopi tudi zoper teološko enačenje božjega in svetega, o čemer je govor v knjigah O svetem na Slovenskem (1990), Tragična etika svetosti (1991) in Ena je Groza (2010). Kajti obstaja sveto brez božjega, na primer v budizmu, ne obstaja pa božje brez svetega. Zato brezboštvo ni isto kot brezverstvo. Predno verujemo v tega ali onega Boga (nihče se ne rodi kot kristjan), verjamemo svoji lastni biti in biti vsega drugega, v to, da me ne bo zadela smrt že ta hip in da tudi vesolje ne bo že jutri poniknilo v nič. Pobožnost, ki se polasti vere v bit, v svetost sveta kot prostor biti se sprevrže v sakralno oblastništvo, temelječe na moči in nasilju, pod katerima ni nič ne s svetim ne z bitjo. Povzetek celotne te tematike prinaša trilogija "Nesmrtnost in neumrljivost" (2016-19). Tretji sklop knjig tvori »slovenska trilogija«: Slovenska državnost (1989), Slovenci kot nacija (1995) in Evroslovenstvo (2005); izteče se v Preživetje naroda (2010).